# Afghan Independent Human Rights Commission
Afghan Independent Human Rights Commission (o Comissió de Drets Humana Independent afganesa) (AIHRC), en llengua dari anomenada کمیسیون مستقل حقوق بشر افغانستان, i en llengua paixtu د افغانستان د بشري حقونو خپلواک کميسيون, és una institució de drets humana nacional de l'Afganistan, dedicada a la promoció, protecció, i control del respecte pels drets humans i la investigació d'abusos contra els drets humans.
La Comissió amb base a Kabul va ser establerta d’acord amb un decret del President de l'Administració Interina el 6 de juny de 2002, segons els acords de Bonn Agreement (5 desembre 2001); la resolució de 48/134 de 1993 de les Nacions Unides de l'Assemblea General aprovant els Principis de París en institucions de drets humanes nacionals, i l'article 58 de la Constitució de la República Islàmica de l'Afganistan.
L'AIHRC es descriu com una organització "constitucionalitzada, nacional i independent en defensa dels drets humans a Afganistan". I pren de referència l'organització no governamental de Mahboba.
L'any 2019, el seu director seria Shahrzad Akbar.
L'AIHRC va tenir un paper en la possible denúncia en l'escàndol d'abusos de detinguts afganesos del 2007 quan es van plantejar preguntes sobre la capacitat de l'AIHRC per controlar l'estat de les persones detingudes per soldats canadencs i detingudes sota custòdia afganesa. Un informe publicat a The Globe and Mail citava diversos investigadors de l’AIHRC com a satisfets per la renovada atenció als drets humans que havia generat l'escàndol canadenc, però temien les conseqüències polítiques de la direcció afganesa un cop van sortir a la llum els abusos passats.

## Estatus internacional
L’octubre de 2007, amb el suport de l'Oficina de l’Alt Comissionat de les Nacions Unides per als Drets Humans, l’AIHRC va obtenir l’acreditació “estatus A” del procés de revisió per iguals del Comitè de Coordinació Internacional de les Institucions Nacionals de Drets Humans, que li va donar un accés millorat al cos legal de drets humans a les Nacions Unides. Aquest estat va ser sotmès a revisió especial per part de la CPI el novembre de 2008 i es va reafirmar. La comissió és membre del Fòrum Àsia-Pacífic, una de les quatre agrupacions regionals de la CPI.